# سيتشل بيج
ليروي روبرت «سيتشل» بيج (بالإنجليزية: Satchel Paige) (7 من يوليو 1906م-8 من يونيو 1982م) أحد لاعبي البيسبول الأمريكيين الذي لعب كرامي كرة في دوري الأمريكيين الأفارقة وفي دوري البيسبول الرئيس (MLB) ما جعله يتمتع بلقب الأسطورة طوال حياته. وقد تم اختياره ليكون أحد شخصيات مشاهير البيسبول في عام 1971م، وهو أول لاعب يتم اختياره من دوريات الأمريكيين الأفارقة.
كان بيغ راميًا أيمن اليد، وهو أكبر لاعب يبدأ اللعب في دوري البيسبول الرئيس وعمره 42 عامًا. وقد لعب مع فريق بارونات سانت لويس حتى سن 47، وكان يمثلهم في لعبة أفضل اللاعبين بدوري البيسبول الرئيس في عامي 1952م و1953م. لعب لأول مرة في الفريق شبه المحترف نمور موبايل من عام 1924م وحتى عام 1926م.
بدأ بيج مشواره الرياضي الاحترافي عام 1926م مع فريق نقاط مراقبة تشاتانوغا السوداء في دوري الأمريكيين الأفارقة الجنوبي، ولعب آخر لعبة احترافية في 21 من يونيو عام 1966م، لصالح فريق شيب شبه الجزيرة في دوري كارولينا.

## وصلات خارجية
- سيتشل بيج على موقع IMDb (الإنجليزية)
- سيتشل بيج على موقع الموسوعة البريطانية (الإنجليزية)
- سيتشل بيج على موقع إن إن دي بي (الإنجليزية)
- سيتشل بيج على موقع قاعدة بيانات الفيلم (الإنجليزية)
- سيتشل بيج على موقعبيزبول رفرنس.كوم (الدوري الرئيسي) (الإنجليزية)
- سيتشل بيج على موقع جمعية أبحاث البيسبول الأمريكية (الإنجليزية)
- سيتشل بيج على موقع إي إس بي إن.كوم (أم.أل.بي) (الإنجليزية)
- سيتشل بيج على موقع مشجعي الرسوم البيانية (الإنجليزية)
- سيتشل بيج على موقع قاعة مشاهير كرة القاعدة (الإنجليزية)
- سيتشل بيج على موقع قاعة ألاباما للمشاهير الرياضية (مؤرشف) (الإنجليزية)

- The Official Satchel Paige Home Page
- "Satchel Paige", موسوعة بريتانيكا